# 伊丹万作
伊丹 万作（いたみ まんさく、1900年（明治33年）1月2日 - 1946年（昭和21年）9月21日）は、日本の映画監督、脚本家、俳優、エッセイスト、挿絵画家。本名：池内 義豊（いけうち よしとよ）。
「日本のルネ・クレール」と呼ばれた知性派の監督で、挿絵画家として活躍後、同窓の伊藤大輔の勧めで映画界に入り、片岡千恵蔵プロダクションへ入社。作風は風刺と諧謔、人間味に富み、これまでの立ち回り主体の時代劇とは一線を画す現代的な時代劇 で稲垣浩とともに新生面を開いた。その後は闘病生活を余儀なくされるが、シナリオ執筆や映画論、社会批評など著述に専心した。主な監督作に『國士無双』『赤西蠣太』、シナリオに『無法松の一生』『手をつなぐ子等』など。長男は映画監督・俳優の伊丹十三、長女は大江健三郎夫人の大江ゆかり、孫は作曲家の大江光、俳優の池内万作、池内万平。

## 来歴・人物

### 挿絵画家から映画界へ
1900年（明治33年）1月2日、愛媛県松山市湊町2丁目24番地に、官吏の父・義行と母・キクヨの長男として生まれる。後に2人の妹が産まれた。
1906年（明治39年）、松山第一尋常小学校（現在の松山市立番町小学校）に入学、この秋に神戸新開地の掛小屋で初めて活動写真を見る（この時に観た活動写真は、日露戦争の実写であった）。1912年（大正元年）、旧制愛媛県松山中学校（現在の愛媛県立松山東高等学校）に入学。在学中に同窓の中村草田男、伊藤大輔、重松鶴之助らと回覧雑誌『楽天』を作り、雑誌の口絵や挿絵を描いた。
1917年（大正6年）3月、松山中学を卒業後、美術の道を志望するが父の反対と 家庭の事情で 父とともに樺太に渡る。父は綿屋を営み、万作は伯父の店を手伝わされた が、父の商売が失敗したため半年後に帰郷、叔父の柴山猪虎馬を頼って上京し、彼の務める鉄道院に勤務した。その傍ら独学で洋画を学んだ。
翌1918年（大正7年）、鉄道院を退職し、2月に少年向け雑誌『少年世界』でに石黒露雄の小説『木枯吹く夜』の挿絵を描いて挿絵画家としてデビューする。同月の誌上には池内都夜坊の名で『ゴリラとピンくん』という漫画も掲載している。その後は本名の池内義豊の名で『少年世界』の挿絵を担当し、1919年（大正8年）には水田豊平のペンネームで『中学生』の挿絵も描いている。1920年（大正9年）からは同年刊行の『新青年』『女学生』の2誌も担当し、計4誌で挿絵を描いた。この頃から池内愚美の筆名を使っていた。
同年、映画製作の事業に乗り出した松竹が松竹キネマ俳優学校の研究生を募集した。万作は伊藤大輔にこれに応募することを勧め、上京してきた伊藤と本郷区根津須賀町の下宿2階3畳で同居生活を始める。しかし、翌1921年（大正10年）には大家から即時撤退を要求され、そのうち伊藤も試験をパスして松竹キネマ俳優学校の生徒となり一定の給費を受けるようになったため、谷中真島町の下宿で別々の部屋に暮らした。同年5月、補充兵として広島の野砲連隊に3ヶ月間入営した。
1922年（大正11年）、演習召集を受けて三週間ほど服役 し、その後伊藤と青山南町で再び同居生活を始めた。この頃2人でしきりに映画を見て歩いており、好きな俳優はフランク・キーナンだったという。また、この頃の挿絵の収入は百円内外あったという。同年、さらに絵画を勉強するためと、肺病で松山に療養している親友の野田実を見舞うために松山に帰省する。
1923年（大正12年）、関東大震災後に上京、長崎村に初山滋と同居し、後に隣に小さな家を借りて自炊生活をした。1925年（大正14年）、中村草田男、重松鶴之助らと回覧雑誌『朱樂』を作り、絵画の他、随筆・評論なども発表する。一方、芸術性を追求するうちに挿絵の仕事は減り、1926年（大正15年）には松山に帰郷して重松、白川晴一と松山市三番町におでん屋「瓢太郎」を開店する。始めは繁盛したが、年明け頃から経営は悪化し、1927年（昭和2年）夏に借金を残して閉店した。同年、知人夫妻を描いた油彩画『市河夫妻之像』が岸田劉生の目に留まり、激賞される。この絵は中村草田男によって第1回大調和美術展に搬入され入選したが、画家の道は断念している。
同年10月、京都に暮らしていた伊藤大輔に手紙を出して彼の食客となった。当時伊藤の食客だった人に香川良介と中川藤吉 がいる。伊藤のすすめで映画脚本を書くようになり、『花火』と『伊達主水』 を執筆する。11月、奈良に谷崎十郎プロダクションが設立されると、香川、中川らとともに同プロに入り、俳優としての日々を過ごした。奈良には1か月しかいなかったが、その間に書いた脚本が『草鞋』であった。12月、香川の台湾巡業に同行し、俳優として舞台に立った。

### 映画監督へ
1928年（昭和3年）4月、台湾から帰国した万作は、5月10日に設立された片岡千恵蔵プロダクション（略称：千恵プロ）に脚本家兼助監督として入社し、同プロ第1回作品『天下太平記』で脚本を執筆する。この時から伊丹万作の名を使用した（この名は伊藤大輔が命名した）。同年11月には『草鞋』を映画化した『仇討流転』で監督デビューする。しかし、体が弱かった万作は同年に病気療養のため松山へ移り、そこで『絵本武者修行』と『金忠輔』 のシナリオを執筆した。前者は自身でメガホンを取るものの、撮影開始直前に病気が再発したため稲垣浩が代わりに監督して完成された。
1930年（昭和5年）、野田実の妹であるキミと松山で結婚。この年に監督復帰し、『春風の彼方へ』『源氏小僧出現』『逃げ行く小伝次』の3作を発表。1931年（昭和6年）4月、林不忘原作の『刀傷未遂』を『元禄十三年』と改題して脚色するが、シナリオ改訂中に病臥に伏したため、本作も稲垣が代わりに監督して完成させた。同年は同作の他『金的力太郎』と『花火』を監督している。
1932年（昭和7年）、伊勢野重任原作の『國士無双』を監督。本物の剣豪が贋物に敗れるという内容で、その知的で諧謔に満ちたユーモアが注目を浴びた。また、この作品は「これまでの日本映画監督が持っていなかった〈散文精神〉を作品の中に盛り込んだ」と絶賛され、キネマ旬報ベスト・テンに第6位でランクインした。続いて村松梢風原作の『人間飢饉』を脚色・監督した『闇討渡世』を発表し、風刺と諧謔の精神で平手造酒の孤独を描いたが、検閲により大幅にカットされた。
1933年（昭和8年）、自身初のトーキーとなる予定だった『江戸ッ子神楽』の撮影を行うが、片岡千恵蔵と意見が衝突し撮影は中止となる。代わって佐伯清が書いたシナリオを脚色した『渡鳥木曾土産』を監督し、続いて山手樹一郎原作の『一年余日』を脚色・監督した『武道大鑑』を年またぎで製作。『武道大鑑』製作後の1934年（昭和9年）、伊藤監督の『忠臣蔵 刃傷篇 復讐篇』で脚本と応援監督を務めたのを経て、5月に千恵プロを退社して新興キネマに移籍。1935年（昭和10年）に移籍第1作で、自身初のトーキーとなる『忠次売出す』を発表。同年、千恵プロに出向して『戦国奇譚 気まぐれ冠者』を脚本・監督した。
1936年（昭和11年）、千恵プロの日活提携復帰作品となった『赤西蠣太』を監督。志賀直哉の短編小説を原作に、伊達騒動を背景に醜男の武士の恋を描いたこの作品は、作者の志賀本人も大絶賛し、キネマ旬報ベスト・テン第5位になるなど高い評価を受けた。伊丹にとっても『國士無双』と並ぶ代表作となった。
同年、アーノルト・ファンク監督の日独合作『新しき土』で共同監督に要請され、万作は「自分の本領はシナリオにあって、監督にはない」と主張して固辞するがきかれず、共同監督を務めることになった。しかし、脚本執筆時からファンクとは意見が対立し、万作はファンクとは別に作品を撮り、結果、ファンク版（ドイツ版）と伊丹版（米英版）の異なるバージョンが完成した。万作は「撮影には二倍の時間と労力を費やし、一年間の精力を意もなく浪費したのである」と本作のことを語っており、彼の失敗作となった。
1937年（昭和12年）、J.O.スタヂオで金子洋文原作の『故郷』と、岡本綺堂原作の『権三と助十』を脚色・監督。同年9月10日、J.O.スタヂオと他3社 の合併で東宝映画が設立され、万作は東宝映画東京撮影所に移籍する。同年、初の著作集『影画雑記』が出版される。1938年（昭和13年）、『レ・ミゼラブル』を翻案した『巨人傳』を脚本・監督するが、これが最後の監督作品となり、公開後に肺結核を患い、京都にあった伊藤大輔の邸宅を借り受けて闘病生活を送った。以降は、映画雑誌に時評やエッセイを寄稿しつつ、シナリオ執筆の日々を送ることになる。
1940年（昭和15年）、東宝を退社し、1941年（昭和16年）2月に日活多摩川撮影所に移籍、再起の作品として岩下俊作の『富島松五郎伝』を『いい奴』の題名でシナリオ化するが、健康が優れない理由から企画段階で見送られた。
1942年（昭和17年）、戦時統合による合併で日活は大映となり、万作は大映所属となる。同年、山本有三原作の『不惜身命』を脱稿し、映画化も企画されるが、情報局の事前脚本審査で却下された。1943年（昭和18年）、『いい奴』が稲垣浩によって『無法松の一生』の題名で公開される。同年、恩田木工原作の『木綿太平記』を執筆し、五所平之助監督によって映画化が予定されたが、再び情報局の事前脚本審査で却下された。11月、山口県屋代島（周防大島）に転地療養。
1944年（昭和19年）、シナリオ『手をつなぐ子等』を執筆。翌1945年（昭和20年）、遺稿『東海道膝栗毛』（依田義賢原作）を執筆し、大映の1946年（昭和21年）度の正月映画に予定されるが、連合軍総司令部民間情報教育局（CEI）の検閲により映画化不許可となった。1946年『映画春秋』8月号に「戦争責任の問題」を発表。
1946年（昭和21年）、6月頃から田中正造の生涯を描く構想を練っていたが、病状が悪化し、同年9月21日午後6時30分、伊藤大輔と妻子に看取られながら、京都市上京区の自宅で死去。満46歳没。辞世の句は「病臥九年更に一夏を耐へんとす」。
万作は、脚本家として弟子を取らなかったが、橋本忍だけには目をかけアドバイスをしており、実質的な弟子であった。伊丹の助監督から後年名を成した監督としては市川崑がいる。

### 没後
没後に映画化された作品は、『手をつなぐ子等』（1948年、稲垣浩監督）、『俺は用心棒』（1950年、同監督）、『恋風五十三次』（1952年、中川信夫監督） で、『不惜身命』と『木綿太平記』は映画化されることはなかった。
1961年（昭和36年）11月15日、筑摩書房より『伊丹万作全集』全3巻が志賀直哉、伊藤大輔、北川冬彦、中野重治の監修で刊行された。第1巻に52作の著述、第2巻に44作の著述、第3巻に『花火』『天下太平記』『國士無双』『闇討渡世』『忠次売出す』『赤西蠣太』『無法松の一生』『不惜身命』『手をつなぐ子等』の脚本が収録されている。
1997年（平成9年）12月20日、長男の十三が満64歳で亡くなり、2004年（平成16年）7月1日には妻のキミが満100歳で死去した。
2010年（平成22年）6月に、ちくま学芸文庫から『伊丹万作エッセイ集』が再刊された。

## 作品の現存状況
万作の監督作品全22本の内、現存するのは8本（うち断片2本）のみで、『新しき土』『故郷』『権三と助十』『巨人伝』は完全尺で現存しており、『戦国奇譚 気まぐれ冠者』は75分尺、『赤西蠣太』は78分尺のものが現存している。『國士無双』は東京国立近代美術館フィルムセンターが21分尺、マツダ映画社が8分尺の断片をそれぞれ所蔵しており、大阪芸術大学は『花火』の33秒尺の断片を発掘・所蔵している。

## フィルモグラフィ

### 監督作品
Category:伊丹万作の監督映画も参照
- 仇討流転（1928年、片岡千恵蔵プロダクション） - 兼原作・脚本
- 続万花地獄 第一篇（1928年、片岡千恵蔵プロダクション） - 兼脚本・出演
- 春風の彼方へ（1930年、片岡千恵蔵プロダクション） - 兼原作・脚本
- 源氏小僧出現（1930年、片岡千恵蔵プロダクション） - 兼原作・脚本
- 逃げ行く小伝次（1930年、片岡千恵蔵プロダクション） - 兼原作・脚本
- 御存知源氏小僧（1931年、片岡千恵蔵プロダクション） - 兼原作・脚本
- 金的力太郎（1931年、片岡千恵蔵プロダクション） - 兼原作・脚本
- 花火（1931年、片岡千恵蔵プロダクション） - 兼原作・脚本
- 國士無双（1932年、片岡千恵蔵プロダクション）
- 闇討渡世（1932年、片岡千恵蔵プロダクション） - 兼脚本
- 研辰の討たれ（1932年、片岡千恵蔵プロダクション） - 兼脚本
- 刺青奇偶（1933年、片岡千恵蔵プロダクション） - 兼脚本
- 渡鳥木曾土産（1934年、片岡千恵蔵プロダクション） - 兼脚本
- 武道大鑑（1934年、片岡千恵蔵プロダクション） - 兼脚本
- 忠臣蔵 刃傷篇 復讐篇（1934年、日活） - 応援監督・原作・脚本
- 忠次売出す（1935年、新興キネマ） - 兼原作・脚本
- 戦国奇譚 気まぐれ冠者（1935年、片岡千恵蔵プロダクション） - 兼原作・脚本・作詞
- 赤西蠣太（1936年、片岡千恵蔵プロダクション） - 兼脚本
- 新しき土（1937年、東和商事映画部） - 兼脚本
- 故郷（1937年、J.O.スタヂオ） - 兼脚本
- 権三と助十（1937年、J.O.スタヂオ） - 兼脚本
- 巨人傳（1938年、東宝映画） - 兼脚本

### 脚本作品
Category:伊丹万作の脚本作品も参照
- 天下太平記（1928年、片岡千恵蔵プロダクション） - 兼原作
- 放浪三昧（1928年、片岡千恵蔵プロダクション） - 兼原作・出演
- 源氏小僧（1928年、片岡千恵蔵プロダクション） - 兼原作
- 絵本武者修業（1929年、片岡千恵蔵プロダクション） - 兼原作
- 元禄十三年（1931年、片岡千恵蔵プロダクション）
- 快侠金忠輔（1931年、片岡千恵蔵プロダクション）
- 牡丹燈籠（1936年、聯合映画） - 兼原作
- 無法松の一生（1943年、大映）
- 手をつなぐ子等（1948年、大映）
- 俺は用心棒（1950年、東横映画）
- 恋風五十三次（1952年、東映）

### 出演作品
- 放浪三昧（1928年、片岡千恵蔵プロダクション） - 安藤兵衛 役
- 続万花地獄 第一篇（1928年、片岡千恵蔵プロダクション） - 肉植幸安 役
- 続万花地獄 第二篇（1929年、片岡千恵蔵プロダクション） - 肉植幸安 役

## 著作

### 著述
- 時代映画の存在理由に就て（1933年）
- 私の活動写真傍観史（1936年）
- ルネ・クレール私見（1936年）
- 映画界手近の問題（1936年）
- カメラに関する覚え書（1937年）
- 人間山中貞雄（1938年）
- 映画の普及力とは（1940年）
- 演技指導論草案（1940年）
- 映画と癩の問題（1941年）
- 映画と民族性（1944年）
- 戦争中止を望む（1945年）
- 政治に関する随想（1946年）
- 戦争責任者の問題（1946年）

### 著作集
- 影画雑記（1937年、第一文芸出版社）
- 静臥雑記（1943年、国際情報社出版部）
- 静臥後記（1946年、大雅堂）
- 伊丹万作全集 全3巻（1961年、筑摩書房）
- 伊丹万作エッセイ集（1971年、摩叢書） - 大江健三郎編